# Nicolas Todt
 (octobre 2014).
Si vous disposez d'ouvrages ou d'articles de référence ou si vous connaissez des sites web de qualité traitant du thème abordé ici, merci de compléter l'article en donnant les références utiles à sa vérifiabilité et en les liant à la section « Notes et références ».
Pour les articles homonymes, voir Todt.
Nicolas Todt, né le 17 novembre 1977 au Chesnay (Yvelines), est un manager sportif français. Il est le fils de Jean Todt, ancien Président de la Fédération Internationale de l'Automobile.
Il dirige une société de management de pilotes, nommée All Road Management, et est co-actionnaire du constructeur de karting Birel.
Il est co-actionnaire de l'écurie de formules de promotion ART Grand Prix jusqu'en décembre 2018,.

## Biographie
Diplômé de l’ESC Toulouse (promotion 2000), Nicolas Todt commence sa carrière professionnelle par la création d’une société de communication spécialisée dans le sport automobile, NTNZ.
De 2001 à 2007, industriels ou pilotes, il a pour clients des acteurs majeurs des sports mécaniques et plus particulièrement de la Formule 1 pour lesquels il crée des sites Internet officiels et participe à l'élaboration de leur communication.
En 2003, Nicolas Todt crée la société All Road Management dont le cœur de métier est le management de pilotes professionnels tels que Felipe Massa, Pastor Maldonado, Jules Bianchi ou encore Charles Leclerc. La sphère de compétence d'All Road Management couvre l'intégralité du spectre et comprend la formation et l’accompagnement des plus jeunes espoirs du sport automobile vers le plus haut niveau.
En 2008, Nicolas Todt est l'un des moteurs de l'arrivée en Formule 1 du quadruple champion français de Champ Car, Sébastien Bourdais, avec la Scuderia Toro Rosso. Deux ans plus tard, Jules Bianchi intègre la Ferrari Driver Academy et en 2011, Pastor Maldonado rejoint Williams Grand Prix, devenant ainsi le premier Vénézuélien à participer au championnat du monde de Formule 1 depuis 1984 et à remporter un Grand Prix, à Barcelone en 2012.
Dès 2011, il prend sous son aile le jeune pilote monégasque Charles Leclerc, alors âgé de 14 ans, qui intégrera la Ferrari Driver Academy à la fin de la saison 2015.
Nicolas Todt devient actionnaire du constructeur de châssis de karting Birel en 2014.
Après avoir brillamment remporté  les titres en GP3 et FIA F2 en 2016 et 2017, Charles Leclerc devient, en 2018, pilote titulaire pour l'écurie Alfa Romeo Sauber. Il marque les esprits dès sa première saison et rejoint la Scuderia Ferrari dès 2019. Il signera ses premières victoires à Spa-Francorchamps puis Monza.
En 2018, le pilote russe Daniil Kvyat, alors pilote d’essai pour la Scuderia Ferrari après trois saisons comme titulaire sur la grille, rejoint les rangs d’All Road Management et retrouve un volant dans son ancienne écurie, Toro Rosso, dès la saison 2019.
Nicolas Todt fut également actionnaire, de 2005 à 2018, de l'écurie de course ART Grand Prix. Cette équipe participe depuis 2005 aux championnats de FIA F2 et FIA F3 (anciennement GP2 et GP3) qui sont considérés comme l’antichambre de la F1. ART Grand Prix figure parmi les équipes les plus titrées dans ces catégories.
En décembre 2018, Nicolas Todt annonce la vente de ses participations dans ART Grand Prix aux autres actionnaires de l'écurie,.

## Carrière - Management
Nicolas Todt est actuellement le manager de douze pilotes.
- James Calado, triple champion du monde d'Endurance et double vainqueur des 24h du Mans, en catégorie LMGTE Pro
- Caio Collet, champion de Formule 4 FFSA, vice-champion de Formule Renault Eurocup et vainqueur de courses en FIA Formule 3
- Charles Leclerc, champion des GP3 Series et de Formule 2 et multiple vainqueur de Grand Prix en Formule 1
- José María López, triple champion du monde des voitures de tourisme, double champion du monde d'Endurance et vainqueur des 24h du Mans
- Felipe Massa, vice-champion du monde de Formule 1 et multiple vainqueur de Grand Prix
- Daniil Kvyat, champion de Formule Renault 2.0 Alps et des GP3 Series, 110 départs et trois podiums en Formule 1
- Marcus Armstrong, champion de Formule 4 Italienne, vice-champion de F4 ADAC et FIA Formule 3 et vainqueur de courses en FIA Formule 2
- Gabriele Mini, champion de Formule 4 Italienne, vice-champion de Formule Régionale par Alpine
- Mick Schumacher, champion de Formule 3 Européenne et de Formule 2, 43 départs en Formule 1
- Gabriel Aubry, vice-champion du WEC en catégorie LMP2
- James Wharthon, vainqueur de courses en F4 UAE et pilote de Formule 4 Italienne
- Martinius Stenshorne, pilote de Formule 4 Italienne
- Christian Ho, pilote de F4 UAE et Formule 4 Espagnole
- Christian Costoya, pilote de Karting

Il a aussi été le manager de :
- Alexandre Baron, champion de Formule 4 FFSA et vainqueur de course en IndyLights
- Jules Bianchi, champion de Formule Renault 2.0 et Formule 3 Euro Series, vice-champion de Formule Renault 3.5 Series et 24 départs en Formule 1
- Sébastien Bourdais, quadruple champion de Champ Car, vainqueur des 24h de Daytona et des 12h de Sebring et 27 départs en Formule 1
- Pastor Maldonado, champion des GP2 Series, vainqueur des 24h de Daytona en catégorie LMP2 et 96 départs en Formule 1 (une victoire)
- Aaro Vainio, vainqueur de courses en GP3 Series

## Carrière - Direction
- 2003-aujourd'hui : All Roads Management
- 2005-2018 : ART Grand Prix
- 2014-aujourd'hui : Birel ART

## Palmarès - Directeur
- Équipe vainqueur du championnat GP2 : 2005, 2006, 2007, 2009 et 2015
- Équipe vainqueur du championnat GP3 : 2010, 2011, 2012, 2013, 2015, 2016 et 2017, 2018